# Lijst van voetbalinterlands Roemenië - Turkije
Deze lijst van voetbalinterlands is een overzicht van alle officiële voetbalwedstrijden tussen de nationale teams van Roemenië en Turkije. De landen speelden tot op heden 26 keer tegen elkaar. De eerste ontmoeting, een vriendschappelijke wedstrijd, werd gespeeld in Istanboel op 26 oktober 1923. Het laatste duel, eveneens een vriendschappelijke wedstrijd, vond plaats op 9 november 2017 in Cluj-Napoca.

## Wedstrijden
| №  | Plaats      | Datum             | Competitie           | Wedstrijd          | Uitslag |
| -- | ----------- | ----------------- | -------------------- | ------------------ | ------- |
| 1  | Istanboel   | 26 oktober 1923   | Vriendschappelijk    | Turkije – Roemenië | 2 – 2   |
| 2  | Boekarest   | 1 mei 1925        | Vriendschappelijk    | Roemenië – Turkije | 1 – 2   |
| 3  | Istanboel   | 7 mei 1926        | Vriendschappelijk    | Turkije – Roemenië | 1 – 3   |
| 4  | Arad        | 15 april 1928     | Vriendschappelijk    | Roemenië – Turkije | 4 – 2   |
| 5  | Boekarest   | 2 november 1958   | EK 1960 kwalificatie | Roemenië – Turkije | 3 – 0   |
| 6  | Istanboel   | 26 april 1959     | EK 1960 kwalificatie | Turkije – Roemenië | 2 – 0   |
| 7  | Ankara      | 15 mei 1961       | Vriendschappelijk    | Turkije – Roemenië | 0 – 1   |
| 8  | Boekarest   | 8 oktober 1961    | Vriendschappelijk    | Roemenië – Turkije | 4 – 0   |
| 9  | Ankara      | 9 oktober 1963    | Vriendschappelijk    | Turkije – Roemenië | 0 – 0   |
| 10 | Boekarest   | 2 mei 1965        | WK 1966 kwalificatie | Roemenië – Turkije | 3 – 0   |
| 11 | Ankara      | 23 oktober 1965   | WK 1966 kwalificatie | Turkije – Roemenië | 2 – 1   |
| 12 | Istanboel   | 19 maart 1975     | Vriendschappelijk    | Turkije – Roemenië | 1 – 1   |
| 13 | Boekarest   | 12 oktober 1975   | Vriendschappelijk    | Roemenië – Turkije | 2 – 2   |
| 14 | Boekarest   | 23 maart 1977     | Vriendschappelijk    | Roemenië – Turkije | 4 – 0   |
| 15 | Istanboel   | 22 maart 1978     | Vriendschappelijk    | Turkije – Roemenië | 1 – 1   |
| 16 | Istanboel   | 29 januari 1983   | Vriendschappelijk    | Turkije – Roemenië | 1 – 1   |
| 17 | Târgu Mureș | 9 maart 1983      | Vriendschappelijk    | Roemenië – Turkije | 3 – 1   |
| 18 | Craiova     | 3 april 1985      | WK 1986 kwalificatie | Roemenië – Turkije | 3 – 0   |
| 19 | İzmir       | 13 november 1985  | WK 1986 kwalificatie | Turkije – Roemenië | 1 – 3   |
| 20 | Ankara      | 4 maart 1987      | Vriendschappelijk    | Turkije – Roemenië | 1 – 3   |
| 21 | İzmir       | 15 februari 1995  | Vriendschappelijk    | Turkije – Roemenië | 1 – 1   |
| 22 | Boekarest   | 22 augustus 2007  | Vriendschappelijk    | Roemenië – Turkije | 2 – 0   |
| 23 | Istanboel   | 11 augustus 2010  | Vriendschappelijk    | Turkije – Roemenië | 2 – 0   |
| 24 | Istanboel   | 12 oktober 2012   | WK 2014 kwalificatie | Turkije – Roemenië | 0 – 1   |
| 25 | Boekarest   | 10 september 2013 | WK 2014 kwalificatie | Roemenië – Turkije | 0 – 2   |
| 26 | Cluj-Napoca | 9 november 2017   | Vriendschappelijk    | Roemenië – Turkije | 2 – 0   |

## Samenvatting
| Competitie        | Totaal gespeeld | Winst Roemenië | Gelijk | Winst Turkije | Doelsaldo Roemenië – Turkije |
| ----------------- | --------------- | -------------- | ------ | ------------- | ---------------------------- |
| WK-kwalificatie   | 6               | 4              | 0      | 2             | 11 – 5                       |
| EK-kwalificatie   | 2               | 1              | 0      | 1             | 3 – 2                        |
| Vriendschappelijk | 18              | 9              | 7      | 2             | 35 – 17                      |
| Totaal            | 26              | 14             | 7      | 5             | 49 – 24                      |

## Details

### 24e ontmoeting
| WK-kwalificatie (Istanboel, 12 oktober 2012):          |       |                       |
| Turkije                                                | 0 – 1 | Roemenië              |
|                                                        | goals | 45+1' Gheorghe Grozav |
| - Debuut van Emre Çolak (Galatasaray SK) voor Turkije. |       |                       |

### 25e ontmoeting
| WK-kwalificatie (Boekarest, 10 september 2013):      |       |                                      |
| Roemenië                                             | 0 – 2 | Turkije                              |
|                                                      | goals | 22' Burak Yılmaz 90+5' Mevlüt Erdinç |
| - Debuut van Ersan Gülüm (Beşiktaş JK) voor Turkije. |       |                                      |

### 26e ontmoeting
| Vriendschappelijk (Cluj-Napoca, 9 november 2017): |       |         |
| Roemenië | 2 – 0 | Turkije |
| Gheorghe Grozav 42' Gheorghe Grozav 69' | goals |         |
| - Debuut van Florin Niţă (FC FCSB) voor Roemenië. - Debuut van Barış Yardımcı (Bursaspor), Atila Turan (Kayserispor), Kenan Karaman (Hannover 96) voor Turkije. |       |         |

FRF · A-internationals · Selecties · Bondscoaches · Statistieken · Roemeens vrouwenelftal · Olympisch elftal · Roemenië U21 · Roemenië U20 · Roemenië U19 · Roemenië U18 · Roemenië U17 · Roemenië U16
1922 – 1929 · 
1930 – 1939 · 
1940 – 1949 · 
1950 – 1959 · 
1960 – 1969 · 
1970 – 1979 · 
1980 – 1989 · 
1990 – 1999 · 
2000 – 2009 · 
2010 – 2019 · 
2020 – 2029
EK's: 1984 · 
1996 · 
2000 · 
2008 · 
2016 · 
2024
WK's: 1930 · 
1934 · 
1938 · 
1970 · 
1990 · 
1994 · 
1998
OS: 1924 · 
1952 · 
1964 · 
2020
1922 · 
1923 · 
1924 · 
1925 · 
1926 · 
1927 · 
1928 · 
1929 · 
1930 · 
1931 · 
1932 · 
1933 · 
1934 · 
1935 · 
1936 · 
1937 · 
1938 · 
1939 · 
1940 · 
1941 · 
1942 · 
1943 · 
1944 · 
1945 · 
1946 · 
1947 · 
1948 · 
1949 · 
1950 · 
1952 · 
1952 · 
1953 · 
1954 · 
1955 · 
1956 · 
1957 · 
1958 · 
1959 · 
1960 · 
1961 · 
1962 · 
1963 · 
1964 · 
1965 · 
1966 · 
1967 · 
1968 · 
1969 · 
1970 · 
1971 · 
1972 · 
1973 · 
1974 · 
1975 · 
1976 · 
1977 · 
1978 · 
1979 · 
1980 · 
1981 · 
1982 · 
1983 · 
1984 · 
1985 · 
1986 · 
1987 · 
1988 · 
1989 · 
1990 · 
1991 · 
1992 · 
1993 · 
1994 · 
1995 · 
1996 · 
1997 · 
1998 · 
1999 · 
2000 · 
2001 · 
2002 · 
2003 · 
2004 · 
2005 · 
2006 · 
2007 · 
2008 · 
2009 · 
2010 · 
2011 · 
2012 · 
2013 · 
2014 · 
2015 ·
2016 ·
2017 ·
2018 ·
2019 ·
2020 ·
2021 ·
2022 ·
2023
Albanië ·
Algerije ·
Andorra ·
Argentinië ·
Armenië ·
Australië ·
Azerbeidzjan ·
België ·
Bolivia ·
Bosnië en Herzegovina ·
Brazilië ·
Bulgarije ·
Chili ·
China ·
Colombia ·
Congo-Kinshasa ·
Cuba ·
Cyprus ·
DDR ·
Denemarken ·
Duitsland ·
Ecuador ·
Egypte ·
Engeland ·
Estland ·
Faeröer ·
Finland ·
Frankrijk ·
Georgië ·
Griekenland ·
Honduras ·
Hongarije ·
Ierland ·
IJsland ·
Irak ·
Iran ·
Israël ·
Italië ·
Ivoorkust ·
Japan ·
Joegoslavië ·
Kameroen ·
Kazachstan · 
Kosovo · 
Kroatië ·
Letland ·
Liechtenstein ·
Litouwen ·
Luxemburg ·
Malta ·
Marokko ·
Mexico ·
Moldavië ·
Montenegro ·
Nederland ·
Nigeria ·
Noord-Ierland ·
Noord-Macedonië ·
Noorwegen ·
Oekraïne ·
Oostenrijk ·
Paraguay ·
Peru ·
Polen ·
Portugal ·
Rusland ·
San Marino ·
Schotland ·
Servië ·
Slovenië ·
Slowakije ·
Sovjet-Unie ·
Spanje ·
Trinidad en Tobago ·
Tsjechië ·
Tsjecho-Slowakije ·
Tunesië ·
Turkije ·
Turkmenistan ·
Uruguay ·
Verenigde Arabische Emiraten ·
Verenigde Staten ·
Wales ·
Wit-Rusland ·
Zuid-Korea ·
Zweden ·
Zwitserland
Albanië (2016) · 
Frankrijk (2008) · 
Frankrijk (2016) · 
Italië (2008) · 
Nederland (2008) · 
Zwitserland (2016)
TFF · A-internationals · Selecties · Bondscoaches · Turks vrouwenelftal · Olympisch elftal · Turkije U21 · Turkije U20 · Turkije U19 · Turkije U18 · Turkije U17 · Turkije U16
1923 – 1929 · 
1930 – 1939 · 
1940 – 1949 · 
1950 – 1959 · 
1960 – 1969 · 
1970 – 1979 · 
1980 – 1989 · 
1990 – 1999 · 
2000 – 2009 · 
2010 – 2019 ·
2020 − 2029
EK 1996 · 
EK 2000 · 
EK 2008 · 
EK 2016 ·
EK 2020 ·
EK 2024 · WK 1954 · WK 2002 · OS 1924 · 
OS 1928 · 
OS 1936 · 
OS 1948 · 
OS 1952 · 
OS 1960
1923 · 
1924 · 
1925 · 
1926 · 
1927 · 
1928 · 
1929 · 1930 · 
1931 · 
1932 · 
1933 · 1934 · 1935 · 
1936 · 
1937 · 
1938 · 1939 · 1940 · 1941 · 1942 · 1943 · 1944 · 1945 · 1946 · 1947 · 
1948 · 
1949 · 
1950 · 
1952 · 
1952 · 
1953 · 
1954 · 
1955 · 
1956 · 
1957 · 
1958 · 
1959 · 
1960 · 
1961 · 
1962 · 
1963 · 
1964 · 
1965 · 
1966 · 
1967 · 
1968 · 
1969 · 
1970 · 
1971 · 
1972 · 
1973 · 
1974 · 
1975 · 
1976 · 
1977 · 
1978 · 
1979 · 
1980 · 
1981 · 
1982 · 
1983 · 
1984 · 
1985 · 
1986 · 
1987 · 
1988 · 
1989 · 
1990 · 
1991 · 
1992 · 
1993 · 
1994 · 
1995 · 
1996 · 
1997 · 
1998 · 
1999 · 
2000 · 
2001 · 
2002 · 
2003 · 
2004 · 
2005 · 
2006 · 
2007 · 
2008 · 
2009 · 
2010 · 
2011 · 
2012 · 
2013 · 
2014 · 
2015 ·
2016 ·
2017 ·
2018 ·
2019 ·
2020 ·
2021 ·
2022 ·
2023 ·
2024
Albanië ·
Algerije ·
Andorra ·
Angola ·
Armenië ·
Australië ·
Azerbeidzjan ·
België ·
Bosnië en Herzegovina ·
Brazilië ·
Bulgarije ·
Canada ·
Chili ·
China ·
Colombia ·
Costa Rica ·
DDR ·
Denemarken ·
Duitsland ·
Ecuador ·
Egypte ·
Engeland ·
Estland ·
Ethiopië ·
Faeröer ·
Finland ·
Frankrijk ·
Georgië ·
Ghana ·
Gibraltar ·
Griekenland ·
Guinee ·
Honduras ·
Hongarije ·
Ierland ·
IJsland ·
Irak ·
Iran ·
Israël ·
Italië ·
Ivoorkust ·
Japan ·
Joegoslavië ·
Kameroen ·
Kazachstan ·
Kosovo ·
Kroatië ·
Letland ·
Libanon ·
Libië ·
Liechtenstein ·
Litouwen ·
Luxemburg ·
Maleisië ·
Malta ·
Mexico ·
Moldavië ·
Montenegro · 
Nederland ·
Nieuw-Zeeland ·
Noord-Ierland ·
Noord-Macedonië ·
Noorwegen ·
Oekraïne ·
Oezbekistan ·
Oostenrijk ·
Pakistan ·
Paraguay ·
Polen ·
Portugal ·
Qatar · 
Roemenië ·
Rusland ·
San Marino ·
Saoedi-Arabië ·
Schotland ·
Senegal ·
Servië ·
Slovenië · 
Slowakije ·
Sovjet-Unie ·
Spanje ·
Syrië ·
Tsjechië ·
Tsjecho-Slowakije ·
Tunesië ·
Uruguay ·
Verenigde Staten ·
Wales ·
Wit-Rusland ·
Zuid-Afrika ·
Zuid-Korea ·
Zweden ·
Zwitserland
Brazilië (2002, 1) · 
Costa Rica (2002) · 
Duitsland (2008) · 
Italië (2021) · 
Kroatië (2008) · 
Kroatië (2016) · 
Portugal (2008) · 
Spanje (2016) · 
Tsjechië (2008) · 
Wales (2021) · 
Zwitserland (2008) · 
Zwitserland (2021)